# ビリ犬
『ビリ犬』（ビリけん）は、藤子不二雄Ⓐによる日本のギャグ漫画作品、及び主人公である架空の犬の名前である。テレビアニメ化され、その続編も存在する。

## 概要
1968年12月から1969年11月に『たのしい幼稚園』と『ぼくら』（いずれも講談社刊）で連載された。
その後、テレビ朝日系にて放映された『藤子不二雄Ⓐワールド』枠内で、『ビリ犬』のタイトルで1988年7月11日から1989年3月27日にかけてアニメ化された。放送時間は毎週月曜日19:05 - 19:20。放送話数は全32話。
上記枠消滅後は独立番組となり、『ビリ犬なんでも商会』（ビリけんなんでもしょうかい）のタイトルで1989年4月10日から9月18日まで放映された。放送時間は毎週月曜日19:00 - 19:30。放送話数は全22話。
なお、アニメの放映に先立って、『月刊コロコロコミック』（小学館）にて新作が連載された。『ビリ犬なんでも商会』へのリニューアルも、漫画連載、アニメ放送の順で1か月の間に行われた。
声を演じた山田栄子が出産・育児により短期間休業のため、『ビリ犬』第24話でガリ犬が抜けた後、第25話からトド犬が登場。ガリ犬が戻ってくるエピソードがないものの、最終回の第32話では冒頭からガリ犬が登場し、『ビリ犬』では唯一3人が揃うエピソードになっている。『ビリ犬なんでも商会』は原作と異なり3人で事業を始める展開になる。
アニメで最終回が放送された1989年9月18日の3日前に発売された『月刊コロコロコミック』10月号に掲載された『ビリ犬なんでも商会』は、明らかに最終回的な内容でなく、11月号に続くかのようだったが、翌11月号で突然の連載終了の旨が示された。それは1989年9月2日に発売された講談社の『ヒーローマガジン』に藤子不二雄Ⓐの『パラソルヘンべえ』が目玉作品として連載開始されたためで、同作品は10月からアニメ放送も開始された。
2022年（令和4年）8月27日、藤子Ⓐの出身地である富山県氷見市にビリ犬の像が『ウルトラB』『パラソルヘンべえ』の像と共に設置された。

## コミックス
- てんとう虫コミックススペシャル「ビリ犬（小学館）」全1巻※絶版
- てんとう虫コミックス「ビリ犬（小学館）」全1巻※絶版
- 藤子不二雄ランド「ビリ犬（中央公論社）」全1巻※絶版
- 藤子不二雄Ⓐランド「ビリ犬（ブッキング）」全1巻
- ぴっかぴかコミックス「ビリ犬（小学館）」全2巻※絶版

## ストーリー
人間の世界にやって来た、空を飛び、人間の言葉と犬語を解することが出来る犬の様な生き物「ケン族」のビリ犬とガリ犬が雨森家に居候する。近所の犬達や、人力飛行機を開発している鳥野博士などが登場し、そこで巻き起こる珍騒動を描く。
『ビリ犬なんでも商会』では、タツオの同級生やその飼い犬達などの出番は減り、ビリ犬とガリ犬、トド犬が雨森家から独立を図るために会社を設立し、あらゆる事を引き受ける。しかし「よろず屋ドン」を設立したニャン族のドン・ニャン、トララ達からいつも営業妨害され、ひと騒動を起こすストーリーとなっている。

## 登場人物
声の記述はテレビアニメ版
ビリ犬
声 - 野沢雅子
主人公。犬に酷似しているが、尖った頭と長い耳と、目の縁といった風貌の「ケン族」。雨森タツオと出会い、雨森家へ居候を決め込む。気は優しくのんびり屋だが、正義感が強く困った者を見るとつい手助けする。長い耳とプロペラのように尾を回転させて空を飛び、かつ人語と犬語を話せるので、犬達からは一目置かれる存在。後に雨森家の屋根裏を借り「ビリ犬なんでも商会」を設立、社長となって自活を図ろうとする。
ガリ犬
声 - 山田栄子
ビリ犬の親友で、ケン族。ビリ犬を慕って人間界へやって来た。野球帽を被り、痩せていてメガネをかけている。ずば抜けた暗算能力と知識を持つが、神経質でのめりこみやすい性格のために計算をし過ぎてノイローゼになることもある。『ビリ犬なんでも商会』では会計兼ブレーン役でビリ犬をサポートする。
トド犬
声 - 塩屋翼
新原作から登場。ビリ犬達を慕って人間界へやって来たケン族。ビリ犬達と違い、耳をヘリコプターの様に回転させて空を飛ぶ。太っていて大飯食らい、かつ怠惰な性格。しかし彼がいると何故か幸運が舞い込む「ラッキーケン」である。新原作では初登場した次の回でラーメン屋に住み込みスタッフとなって登場しなくなるが、アニメではガリ犬に代わってレギュラーキャラとなる。『なんでも商会』では主に現場での力仕事担当。原作版『なんでも商会』には未登場。
雨森タツオ
声 - 麻上洋子
通称タッちゃん。ごく普通の小学生。旧作では父親が動物嫌いで、新原作、アニメではテラスハウスの団地暮らしのため犬が飼えず、犬を飼っている友人達を羨んでいたところ、ビリ犬と出会う。『なんでも商会』では社員として営業周りをする。
雨森テツオ
声 - 冨永みーな
通称テッちゃん。タツオの弟。やんちゃでタツオ以上に犬好き。ビリ犬がやって来た事を一番喜んでいる。『なんでも商会』では電話番。
秋木ヨーコ / ミミ
声 - 水谷優子
タツオの同級生の女の子。朗らかで優しい美少女。コッカー・スパニエルのミミを飼っている。アニメ版『なんでも商会』第11話で女性らしい仕事振りを買われ社員となる。
島田ダンキチ / ダブ
声 - 茶風林
タツオの同級生。大柄で、犬を飼っていないタツオを馬鹿にする。アニメでの自宅が『ビリ犬』では洋風建築の一軒家だが、『なんでも商会』では酒屋になっている。飼い犬のブルドッグ、ダブは見かけによらず臆病で繊細な性格の持ち主。綱の付いている杭を自ら引き抜き、勝手に散歩に出歩く。ビリ犬の様にいつか空を飛びたいと思っている。
筋川ホネヒコ / マロ
声 - 飛田展男
タツオの同級生。痩せているが、裕福な家柄。飼い犬のコリー、マロは上品だが、気障なところがある。
大福マメオ
声 - 柏倉つとむ
タツオの同級生。小柄な少年。飼い犬のドカ（声 - 松尾銀三）は土佐犬。力が強く犬仲間に威張り散らしているが、余り頭は良くないうえに注射が苦手。マメオはドカの散歩の際にいつも引き摺りまわされている。
パパ
声 - 小出和明
タツオ、テツオの父親で、ごく普通のサラリーマン。小太りでのん気。旧作では大の動物嫌いでタツオが犬を飼いたい事を拒否していたが、泥酔状態で帰宅していた時にビリ犬を連れて帰ってきた。ビリ犬達を可愛がっている。
ママ
声 - 羽村京子
タツオ、テツオの母親。ごく普通の専業主婦で、夫同様ビリ犬達を可愛がっている。
鳥野博士
声 - 肝付兼太
人力飛行機を開発している中年男性。ビリ犬達が自由に空を飛ぶのを見て刺激され、ビリ犬達に飛行機の改良方法を学ぶも、いつも失敗している。旧作では1話のみの登場で、新原作、『なんでも商会』（原作版も）には未登場。

### なんでも商会より登場
ドン・ニャン
声 - 中尾隆聖
ケン族とは元来仲の悪い、猫に似たニャン族（空も飛べる）という種族で、「なんでも商会」の事を知り「よろず屋ドン」を設立。ビリ犬達とは商売敵となるが、大概は「ビリ犬なんでも商会」の営業妨害に奔走し、それが裏目に出ていつも失敗している。
トララ
声 - 伊倉一恵
ドン・ニャンの子分で、トラ猫に似たニャン族。「よろず屋ドン」唯一の社員で、ドン・ニャンにいつもこき使われている。
大池先生
声 - 二又一成
タツオ達の担任教師。小池さんの顔をしていてラーメンが大好きである。
山川ミキ
声 - かないみか
夢星アカリ
声 - 堀江美都子
流 星太郎（ながれ ほしたろう）
声 - 宮内幸平
「流科学研究所」所長で科学者。タツオたちがサンドイッチマンをして練り歩いていた時に「娘のヒカリを教育してもらいたい、報酬は1万円。」と彼に依頼し、合流したビリ犬たちに「あのメカを壊したら弁償してもらうからな！」と念を押した。ヒカリが家事をこなせるようになった後、報酬をタツオに支払おうとしたが、ダンキチに獣医代、ヨーコに女装に使った衣装のクリーニング代、ホネヒコに慰謝料を請求されて天引きされた。
ヒカリ
声 - 原えりこ
流博士の娘だが人間ではなく、AIメカ。学習データはフロッピーディスクに記憶。武装はレーザー。女装したビリ犬たちと一緒に秋木宅で茶道を習っていたがドン・ニャンたちに強力な磁石で連れ去られ、犬の写真を見せられた上で、「犬たちは人類の敵だニャ。」と吹き込まれて、公園に着陸するとレーザーでダンキチが散歩していたダブの尻を焼いたりした。マロも始末されそうになったが、ダブの仕返しにダンキチにビー玉で滑らされ塩水まで浴びせられて機能停止させられそうになったが、ビリ犬が乾燥してくれて難を逃れた。最後にビリ犬が仕返しに流博士にヒカリを改造してもらうとき、回転翼を装備してもらって、ドン・ニャンたちを追跡してもらった。
音羽（おとば）
声 - 大木民夫
バクハツ
声 - 大塚芳忠

## テレビアニメ

### スタッフ
- 原作 - 藤子不二雄Ⓐ
- 総監督 - 笹川ひろし
- 監督 - 西村純二
- キャラクター設定 - なかじまちゅうじ
- 美術監督 - 天水勝→増田直子、川口正明
- 撮影監督 - 山田廣明
- 録音監督 - 小林克良
- 音楽 - 稲川徹
- プロデューサー - 波多野正美、児玉征太郎、亀山泰夫
- 動画検査 - 本橋秀之、鍋田やす子、小川晋一、福島史士
- 色指定 - 土居麻奈美→持田武
- 特殊効果 - 斉藤丈史
- 背景 - スタジオユニ→アトリエローク
- 撮影 - 東京アニメーションフィルム
- 効果 - 松田昭彦（フィズサウンドクリエイション）
- 整音 - 柴田信弘
- 音響制作デスク - 石井睦子
- 編集 - 岡安肇、村井秀明、中葉由美子、小島俊彦、川崎晃洋（岡安プロモーション）
- タイトル - 道川昭
- 文芸 - 滝原弥生
- 制作事務 - 古賀真貴子
- 制作デスク - 小倉久美、千葉茂夫
- 制作協力 - スタジオディーン、ライフワーク（第2期）
- 制作 - テレビ朝日、旭通信社 → ASATSU、シンエイ動画

### 主題歌
オープニングテーマ「ビリビリビリ犬」
作詞 - 藤子不二雄A / 作曲 - 市川昭介 / 編曲 - 高田弘 / 歌 - 野沢雅子、山田栄子
歌の構成は、1番がビリ犬（野沢）、2番がガリ犬（山田）、3番が2匹となっているが、放送では一貫して1番が歌われているため、テロップでは「山田栄子」はクレジットされなかった。
エンディングテーマ「ぼくが飛んでた…」
作詞 - 藤子不二雄A / 作曲 - 見岳章 / 編曲 - 高田弘 / 歌 - 堀江美都子、こおろぎ'73
元々は藤子不二雄ⒶワールドのED。

### 各話リスト
| 話数                        | サブタイトル                          | 放送日          | 脚本            | 絵コンテ        | 演出            | 作画監督         |                 |                 |                 |
| ビリ犬（第1期）             | ビリ犬（第1期）                       | ビリ犬（第1期） | ビリ犬（第1期） | ビリ犬（第1期） | ビリ犬（第1期） | ビリ犬（第1期）  | ビリ犬（第1期） | ビリ犬（第1期） | ビリ犬（第1期） |
| --------------------------- | ------------------------------------- | --------------- | --------------- | --------------- | --------------- | ---------------- | --------------- | --------------- | --------------- |
| 1                           | おかしな犬がやってきた                | 1988年 7月11日  | 城山昇          | 西村純二        | 青木康直        | なかじまちゅうじ |                 |                 |                 |
| 2                           | 花火ヶ丘の犬じまん                    | 7月18日         | 城山昇          | 須永司          | 須永司          | なかじまちゅうじ |                 |                 |                 |
| 3                           | ガリ犬は計算大すき                    | 7月25日         | 山本優          | 青木康直        | 青木康直        | なかじまちゅうじ |                 |                 |                 |
| 4                           | ぼくたちの家は空の上                  | 8月1日          | 山本優          | 西村純二        | 須永司          | なかじまちゅうじ |                 |                 |                 |
| 5                           | 代役はおまかせ!?                      | 8月15日         | 中弘子          | 須永司          | 須永司          | 高橋敏雄         |                 |                 |                 |
| 6                           | 鳥野博士が飛んできた                  | 8月22日         | 城山昇          | 青木康直        | 青木康直        | 高橋敏雄         |                 |                 |                 |
| 7                           | ワンワン子守うた                      | 8月29日         | 山本優          | 青木康直        | 青木康直        | 高橋敏雄         |                 |                 |                 |
| 8                           | ダブが飛んだ!?                        | 9月5日          | 中弘子          | 青木康直        | 青木康直        | なかじまちゅうじ |                 |                 |                 |
| 9                           | マロこそスター!                       | 9月12日         | 城山昇          | 須永司          | 須永司          | 高橋敏雄         |                 |                 |                 |
| 10                          | 人間飛行発射マシン                    | 9月19日         | 中弘子          | 青木康直        | 青木康直        | 高橋敏雄         |                 |                 |                 |
| 11                          | 頭が重くなったガリ犬                  | 9月26日         | 山本優          | 青木康直        | 青木康直        | なかじまちゅうじ |                 |                 |                 |
| 12                          | 注射はコワイ!                         | 10月10日        | 城山昇          | 須永司          | 須永司          | なかじまちゅうじ |                 |                 |                 |
| 13                          | アルバイトはおまかせ                  | 10月17日        | 山本優          | 青木康直        | 青木康直        | 高橋敏雄         |                 |                 |                 |
| 14                          | カワイコちゃんにはかなわない          | 10月24日        | 中弘子          | 須永司          | 須永司          | 高橋敏雄         |                 |                 |                 |
| 15                          | ウサギ犬はつらいよ                    | 11月14日        | 山本優          | 青木康直        | 青木康直        | なかじまちゅうじ |                 |                 |                 |
| 16                          | 桃太郎博士がやってきた                | 11月21日        | 城山昇          | 須永司          | 須永司          | なかじまちゅうじ |                 |                 |                 |
| 17                          | 自転車なんか大キライ                  | 11月28日        | 中弘子          | 西村純二        | 青木康直        | なかじまちゅうじ |                 |                 |                 |
| 18                          | ゴングでカンガルー                    | 12月5日         | 山本優          | 西村純二        | 須永司          | 高橋敏雄         |                 |                 |                 |
| 19                          | 恋するダブ?                           | 12月12日        | 山本優          | 青木康直        | 青木康直        | なかじまちゅうじ |                 |                 |                 |
| 20                          | 巨大コウモリ現る                      | 12月19日        | 城山昇          | 須永司          | 須永司          | なかじまちゅうじ |                 |                 |                 |
| 21                          | これで安心!郵便配達                   | 12月26日        | 中弘子          | 青木康直        | 青木康直        | 高橋敏雄         |                 |                 |                 |
| 22                          | これが空とぶタコだわさ                | 1989年 1月9日   | 山本優          | 須永司          | 須永司          | なかじまちゅうじ |                 |                 |                 |
| 23                          | ドカのノド自慢                        | 1月16日         | 山本優          | 青木康直        | 青木康直        | なかじまちゅうじ |                 |                 |                 |
| 24                          | わんわんグルメ                        | 1月23日         | 中弘子          | 須永司          | 須永司          | 高橋敏雄         |                 |                 |                 |
| 25                          | とんでもトド犬                        | 2月6日          | 城山昇          | 青木康直        | 青木康直        | なかじまちゅうじ |                 |                 |                 |
| 26                          | ラッキー!!トド犬                      | 2月13日         | 山本優          | 須永司          | 須永司          | 高橋敏雄         |                 |                 |                 |
| 27                          | トド犬引っぱりだこ                    | 2月20日         | 中弘子          | 西村純二        | 青木康直        | なかじまちゅうじ |                 |                 |                 |
| 28                          | カレーがいっぱい                      | 2月27日         | 城山昇          | 須永司          | 須永司          | 高橋敏雄         |                 |                 |                 |
| 29                          | 恋の早朝トレーニング                  | 3月6日          | 山本優          | 青木康直        | 青木康直        | なかじまちゅうじ |                 |                 |                 |
| 30                          | 一番湯じいさん                        | 3月13日         | 中弘子          | 須永司          | 須永司          | なかじまちゅうじ |                 |                 |                 |
| 31                          | ラジコンを取り戻せ!                   | 3月20日         | 城山昇          | 青木康直        | 青木康直        | なかじまちゅうじ |                 |                 |                 |
| 32                          | 飛べ自転車号!                         | 3月27日         | 城山昇          | 青木康直 須永司 | 青木康直 須永司 | なかじまちゅうじ |                 |                 |                 |
| ビリ犬なんでも商会（第2期） |                                       |                 |                 |                 |                 |                  |                 |                 |                 |
| 1 (33)                      | 初仕事!アイドルのスクープを追え!!     | 4月10日         | 城山昇          | 西村純二        | 森川滋          | なかじまちゅうじ |                 |                 |                 |
| 2 (34)                      | 盗まれた御神体は!? タイムリミット9時  | 4月17日         | 城山昇          | 須永司          | 須永司          | 岡迫亘弘         |                 |                 |                 |
| 3 (35)                      | キミョーな依頼人 百万円パニック       | 4月24日         | 岸間信明        | 浦秀男          | 棚橋一徳        | 進藤満尾         |                 |                 |                 |
| 4 (36)                      | 恐怖の花火寺! 背後霊とお見合い!?      | 5月1日          | 桜井正明        | 木暮輝夫        | 木暮輝夫        | なかじまちゅうじ |                 |                 |                 |
| 5 (37)                      | 教え子は美少女だ! 家庭教師はおまかせ  | 5月8日          | 岸間信明        | 佐々木裕之      | 佐々木裕之      | 本橋秀之         |                 |                 |                 |
| 6 (38)                      | 妖しい調べ バイオリンの音に御用心!    | 5月15日         | 城山昇          | 棚橋一徳        | 棚橋一徳        | 進藤満尾         |                 |                 |                 |
| 7 (39)                      | あの窓に泳げ 季節はずれのコイノボリ   | 5月22日         | 城山昇          | 西村純二        | 森川滋          | なかじまちゅうじ |                 |                 |                 |
| 8 (40)                      | 芸術・それは百年後 バクハツする…      | 5月29日         | 桜井正明        | 青木康直        | 青木康直        | 岡迫亘弘         |                 |                 |                 |
| 9 (41)                      | 開店!なんでも交換屋 地球儀さいごの日  | 6月5日          | 岸間信明        | 棚橋一徳        | 棚橋一徳        | 進藤満尾         |                 |                 |                 |
| 10 (42)                     | かわりに親孝行 俺がやらねば誰がやる   | 6月19日         | 城山昇          | 西村純二        | 木暮輝夫        | なかじまちゅうじ |                 |                 |                 |
| 11 (43)                     | 恋のハンググライダー 男はハートで勝負 | 6月26日         | 岸間信明        | 須永司          | 須永司          | 本橋秀之         |                 |                 |                 |
| 12 (44)                     | 翔べ!天使のつばさ 夢の反重力装置!?    | 7月3日          | 桜井正明        | 棚橋一徳        | 棚橋一徳        | 進藤満尾         |                 |                 |                 |
| 13 (45)                     | ドドンとおまかせ!! 連続引っ越し事件   | 7月10日         | 城山昇          | 佐々木裕之      | 佐々木裕之      | なかじまちゅうじ |                 |                 |                 |
| 14 (46)                     | ビリ犬孫悟空! 映画撮影は大混乱        | 7月17日         | 岸間信明        | 西村純二        | 青木康直        | 岡迫亘弘         |                 |                 |                 |
| 15 (47)                     | 恐竜発見? ワクワク社員旅行            | 7月24日         | 岸間信明        | 門長四郎        | 門長四郎        | なかじまちゅうじ |                 |                 |                 |
| 16 (48)                     | 珍商売・どこまで ガマンの地蔵様       | 7月31日         | 桜井正明        | 木暮輝夫        | 木暮輝夫        | 木暮輝夫         |                 |                 |                 |
| 17 (49)                     | 危機一髪 夢のSL大バク進!              | 8月7日          | 城山昇          | 佐々木裕之      | 佐々木裕之      | 川島彰           |                 |                 |                 |
| 18 (50)                     | 養子きた!! トドマロはつらいよ         | 8月21日         | 岸間信明        | 青木康直        | 青木康直        | 本橋秀之         |                 |                 |                 |
| 19 (51)                     | 元祖対本家 究極の出前合戦!            | 8月28日         | 城山昇          | 門長四郎        | 門長四郎        | 岡迫亘弘         |                 |                 |                 |
| 20 (52)                     | 負けられない! 激突・親子野球試合      | 9月4日          | 桜井正明        | 木暮輝夫        | 木暮輝夫        | 木暮輝夫         |                 |                 |                 |
| 21 (53)                     | 冒険カメラマン 父よあなたは強かった   | 9月11日         | 岸間信明        | 佐々木裕之      | 佐々木裕之      | なかじまちゅうじ |                 |                 |                 |
| 22 (54)                     | さようなら雨森家? ドンニャーンの陰謀  | 9月18日         | 城山昇          | 西村純二 須永司 | 青木康直        | 川島彰           |                 |                 |                 |

### 放送局
ビリ犬なんでも商会
放送日時は1989年8月中旬 - 9月上旬時点、系列は放送当時のものとする。
| 放送地域       | 放送局             | 放送系列                      | 放送日時           | 備考               |
| -------------- | ------------------ | ----------------------------- | ------------------ | ------------------ |
| 関東広域圏     | テレビ朝日         | テレビ朝日系列                | 月曜 19:00 - 19:30 | 制作局             |
| 北海道         | 北海道テレビ       | テレビ朝日系列                | 月曜 19:00 - 19:30 |                    |
| 宮城県         | 東日本放送         | テレビ朝日系列                | 月曜 19:00 - 19:30 |                    |
| 福島県         | 福島放送           | テレビ朝日系列                | 月曜 19:00 - 19:30 |                    |
| 新潟県         | 新潟テレビ21       | テレビ朝日系列                | 月曜 19:00 - 19:30 |                    |
| 静岡県         | 静岡けんみんテレビ | テレビ朝日系列                | 月曜 19:00 - 19:30 | 現：静岡朝日テレビ |
| 中京広域圏     | 名古屋テレビ       | テレビ朝日系列                | 月曜 19:00 - 19:30 |                    |
| 近畿広域圏     | 朝日放送           | テレビ朝日系列                | 月曜 19:00 - 19:30 | 現・朝日放送テレビ |
| 広島県         | 広島ホームテレビ   | テレビ朝日系列                | 月曜 19:00 - 19:30 |                    |
| 香川県・岡山県 | 瀬戸内海放送       | テレビ朝日系列                | 月曜 19:00 - 19:30 |                    |
| 福岡県         | 九州朝日放送       | テレビ朝日系列                | 月曜 19:00 - 19:30 |                    |
| 鹿児島県       | 鹿児島放送         | テレビ朝日系列                | 月曜 19:00 - 19:30 |                    |
| 青森県         | 青森放送           | 日本テレビ系列 テレビ朝日系列 | 月曜 19:00 - 19:30 |                    |
| 山形県         | 山形放送           | 日本テレビ系列 テレビ朝日系列 | 月曜 19:00 - 19:30 |                    |
| 長野県         | テレビ信州         | 日本テレビ系列 テレビ朝日系列 | 月曜 19:00 - 19:30 |                    |
| 山梨県         | 山梨放送           | 日本テレビ系列                | 日曜 10:00 - 10:30 |                    |
| 山口県         | 山口放送           | 日本テレビ系列 テレビ朝日系列 | 日曜 10:30 - 11:00 |                    |
| 愛媛県         | 南海放送           | 日本テレビ系列                | 火曜 16:00 - 16:30 |                    |
| 宮崎県         | 宮崎放送           | TBS系列                       | 金曜 16:00 - 16:30 |                    |